# علي الكندي
علي الكندي هو مدون ومترجم من الإمارات العربية المتحدة، ولد في الشارقة. تخرج من كليات التقنية العليا بتخصص الشبكات الإلكترونية. يدون بشكل دوري في مدونته الخاصة النافذة السوداء.

## حياته الشخصية
تعرض علي الكندي لوعكة صحية أثناء ترجمة الكتب مقابل السجائر وكان من المقرر تأجيل العمل لعام كامل، حتى تدخلت المترجمة إقبال عبيد وأكملته.

## إصداراته

### الترجمات
1. (الكتب مقابل السجائر) مقالات من تأليف جورج أورويل صدر عن دار مدارك للنشر 2019.[2]
2. (كن قارئًا ملحًّا!) مقالة من تأليف مورتيمر أدلر صدرت على منصة تكوين 2019.[3]